# شيلفيلد بارك
شيلفيلد بارك (بالإنجليزية: Shielfield Park)‏ هو ملعب كرة قدم بإنجلترا. اُفتُتح عام 1954، يتسع الملعب إلى 4,131 متفرج.